# Stückmaß
Ein Stückmaß ist innerhalb des Maßsystems eine Bezeichnung, die eine bestimmte Anzahl (mindestens 1) einer gewissen definierten Menge eines Gutes bezeichnet. Eine mit einem Stückmaß bestimmte Ware kann geprüft werden durch Nachzählen der Stücke und Bestimmung der korrekten Größe der Einzelstücke. Daher wird auch die Bezeichnung Zählmaß verwendet.
Einheiten für die Anzahl werden heute den Hilfsmaßeinheiten zugerechnet. Sie sind teilweise veraltet. Aber im Mittelalter und bis ins 19. Jahrhundert gehörten Stückmaße in einer erweiterten Bedeutung zu den meisten lokalen Maßsystemen. Ein Beispiel dafür sind die Speyerer Zähl- und Stückmaße:

## Speyrer Maße
Im Mittelalter gab es in größeren Städten eigene Maßsysteme, die auch Stückmaße für örtlich häufig gehandelte Güter umfassten. Ein Beispiel ist die Stadt Speyer, die Stückmaße für Stroh, Heu, Bündelholz und Heringe hatte.
| Artikel       | Zählmaß                         | etwa                 | Anmerkungen                        |
| ------------- | ------------------------------- | -------------------- | ---------------------------------- |
| Strohmaß      | Bosen, Bund oder Gebund         | 8.000 Gramm-Gebinde  | um 1802                            |
| Heu           | Wagen                           | etwa 18–25 Zentner   | von 1647 bis 1737                  |
| Bündelholz    | Bündel, Büschel Wellen, Reisach | 100                  |                                    |
| Heringe       | Ein Hundert                     | 120 Stück            | 3 Würfe zu je 40 Stück = 120 Stück |
| Heringe       | Rolle                           | 400 Stück            |                                    |
| Zirkelheringe | Tonne                           | 850 bis 900 Stück    |                                    |
| Brandheringe  | Tonne                           | 1.000 bis 1100 Stück |                                    |
| Heringe       | Laste                           | 12.000 Stück (etwa)  | 12 Tonnen Heringe                  |